# Gnidia socotrana
Gnidia socotrana es una especie de planta fanerógama perteneciente a la familia Thymelaeaceae. Es un endemismo de Yemen donde se encuentra en la isla de Socotra.

## Hábitat y ecología
Es una especie abundante en el bosque semi-caducifolio y matorral en la meseta occidental y en la mesetas Haggeher y de piedra caliza adyacentes; dominante en el bosque en las ramblas del norte de las montañas Haggeher; También se encuentra en la cima de la escarpa costera en el este de la isla a una altitud de 300 a 800 metros.

## Taxonomía
El género fue descrito por (Balf.f.) Gilg y publicado en Die Natürlichen Pflanzenfamilien 3(6a): 228. 1894.
Sinonimia
- Lasiosiphon socotranus Balf. f.[3]